# Tomas Piñas
Tomas Piñas Bermudez (nascido em 8 de julho de 1982) é um jogador paralímpico espanhol de tênis de mesa. Conquistou a medalha de bronze na competição de simples da classe 3 dos Jogos Paralímpicos de 2008 em Pequim.